# Pierre Délèze
Pierre Délèze (né le 25 septembre 1958 à Nendaz) est un athlète suisse spécialiste du demi-fond.

## Biographie
Sa spécialité est le demi-fond, avec un record personnel de 3 min 31 s 75 sur 1 500 mètres, établi lors de sa victoire au meeting Weltklasse Zürich de 1985 devant Sebastian Coe. Ce temps fait d'ailleurs toujours office de record suisse.
Il a fini 4e des championnats du monde d'athlétisme de Rome en 1987 sur 5 000 mètres.
Il participa à trois Jeux olympiques : Moscou 1980 (sur 1500 m), Los Angeles 1984 (sur 1500 m) et Seoul 1988 (sur 5000 m).
En 1990, il remporte la Course de l'Escalade à Genève.
Entre 1982 et 1993, il remporte à sept reprises la Corrida bulloise en huit participations, ce qui en fait le détenteur du record de victoires dans cette course.
Actuellement il est enseignant de français à l'école professionnelle commerciale et artisanale de Sion en Valais.

### Palmarès
| Date | Compétition                    | Lieu         | Résultat | Distance | Performance    |
| ---- | ------------------------------ | ------------ | -------- | -------- | -------------- |
| 1977 | Championnats d'Europe juniors  | Donetsk      | 3e       | 1 500 m  | 3 min 45 s 0   |
| 1979 | Universiade                    | Mexico       | 2e       | 1 500 m  | 3 min 45 s 8   |
| 1980 | Championnats d'Europe en salle | Sindelfingen | 3e       | 1 500 m  | 3 min 38 s 9   |
| 1983 | Championnats du monde          | Helsinki     | 6e       | 1 500 m  | 3 min 43 s 69  |
| 1985 | Finale du Grand Prix IAAF      | Rome         | 2e       | 1 500 m  | —              |
| 1987 | Championnats du monde          | Rome         | 4e       | 5 000 m  | 13 min 28 s 06 |
| 1990 | Course de l'Escalade           | Genève       | 1er      | 7,248 km | ?              |